# Référendums au Kenya
Les référendums d'initiative parlementaire ou populaire sont possibles au Kenya, dont la constitution organise le cadre légal de cette forme de démocratie directe.

## Référendums constitutionnel d'origine populaire
Les articles 255, 256 et 257 de la Constitution du Kenya de 2010 permettent à la population kényane de mettre en œuvre un référendum constitutionnel afin de la modifier,.
Les signatures d'au moins 1 000 000 électeurs inscrits sur les listes électorales doivent pour cela être réunies. En 2017, un total de 19 646 673 électeurs étaient inscrits sur les listes, ce qui équivaut alors à un seuil d'environ 5,1 % des inscrits. En pratique, le nombre de signatures à collecter est cependant plus élevé pour pallier le nombre variable de signatures invalides ou en double.
Les organisateurs doivent ensuite transmettre leur pétition sous la forme d'une proposition d' amendement accompagnée des signatures de soutiens à la commission électorale indépendante (CEI), qui vérifie la validité de ces dernières. En cas de constat positif, la proposition d'amendement est transmise aux assemblées de chacun des 47 comtés du Kenya dans les trois mois suivant sa réception. Si l'une des assemblées approuve la proposition, son président la transmet aux présidents des deux chambres du parlement national. Dans le cas d'une approbation par une majorité des comtés, soit 24, la proposition est examinée sans délai.
- Si le parlement l'approuve à la majorité de chacune des chambres, la proposition d'amendement est transmise au président pour ratification.
- Si au moins une des deux chambres rejette la proposition d'amendement, celle-ci est soumise à référendum[2].

Par ailleurs, un référendum a obligatoirement lieu dans le cas d'un amendement portant sur la suprématie de la constitution sur toute autre loi, l'intégrité du territoire, la souveraineté populaire, les valeurs nationales et principes de gouvernances mentionnés dans l'article 10, le Bill of rights, le mandat du président, l'indépendance du pouvoir judiciaire, les pouvoirs du parlement, la structure des entités décentralisées ainsi que la procédure même de révision constitutionnelle. Le président doit alors charger la CEI de la conduite du référendum dans les trois mois et, en cas de résultat favorable et valide confirmé par la CEI, signer et publier l'amendement constitutionnel.

### Conditions de validité
Le référendum est légalement contraignant. Il n'est cependant considéré comme valide qu'a la condition de recueillir la majorité absolue des suffrages exprimés, ainsi qu'un quorum de participation de 20 % des inscrits dans au moins la moitié des 47 comtés du pays.